# لورنا ثاير
لورنا ثاير (بالإنجليزية: Lorna Thayer)‏ هي ممثلة أمريكية، ولدت في 10 مارس 1919 ببوسطن في الولايات المتحدة، وتوفيت في 4 يونيو 2005 في الولايات المتحدة بسبب مرض آلزهايمر.

## أعمال

### أفلام
- (1970) خمس قطع سهلة

## وصلات خارجية
- لورنا ثاير على موقع IMDb (الإنجليزية)
- لورنا ثاير على موقع قاعدة بيانات برودواي على الإنترنت (الإنجليزية)
- لورنا ثاير على موقع قاعدة بيانات الفيلم (الإنجليزية)